# Шилуанго
Шилуанго (порт. Chiluango, фр. Shiloango) — река на западе Центральной Африки.
Образуется слиянием реки Лувила и реки Лвила.
Шилуанго образует самую западную часть границы между Демократической Республикой Конго и Республикой Конго, а затем формирует около половины границы между ДР Конго и ангольской провинцией Кабинда. Затем река делит пополам Кабинду, что делает её наиболее важной рекой провинции.
Река впадает в Атлантический океан к северу от города Каконго (Ангола).
Река имеет название Shiloango в ДР Конго, Chiluango в Анголе и Louango в Республике Конго.